# Thaddäus Lanner
Thaddäus von Lanner (17. prosince 1790 Eberndorf – 13. října 1861 Klagenfurt am Wörthersee) byl rakouský agrární podnikatel a politik německé národnosti z Korutan, během revolučního roku 1848 poslanec Říšského sněmu.

## Biografie
V roce 1812 převzal správu panství Krumpendorf am Wörthersee, které již roku 1797 zdědil po otci. V roce 1815 přešlo panství do jeho majetku. Zadlužené hospodářství pozdvihl a zaváděl nové metody. Roku 1819 založil pivovar, od roku 1822 v nové budově. Roku 1825 postavil velké pivovarské sklepy. V roce 1823 též zahájil provoz ve vinopalně. Od roku 1833 začal i výrobu cukru, kterou ovšem ukončil roku 1840. V roce 1840 při velkostatku založil pěstování morušovníku. Od roku 1828 podnikal i v těžbě uhlí. Od roku 1835 zasedal ve výboru Korutanské zemědělské společnosti, od roku 1841 byl náměstkem jejího předsedy. Roku 1835 spoluzakládal korutanskou spořitelnu a působil jako její první ředitel. V letech 1845–1847 prováděl rozsáhlé pokusy se zaváděním minerálních hnojiv. V roce 1847 navrhl využívání meteorologických předpovědí v zemědělské výrobě. Byl členem výboru ustaveného Korutanskou zemědělskou společnosti pro zrušení roboty.
Během revolučního roku 1848 se zapojil do politického dění. Stal se poslancem Korutanského zemského sněmu. Ve volbách roku 1848 byl zvolen na rakouský ústavodárný Říšský sněm. Zastupoval volební obvod Klagenfurt v Korutansku. Uvádí se jako statkář. Patřil ke sněmovní levici. Rakouský biografický slovník ho řadí politicky k levému středu.
Od roku 1849 zasedal v státem zřízené výboru pro vyrovnání v souvislosti se zrušením poddanství. V letech 1850–1860 zastával úřad starosty Krumpendorfu.
Po obnovení ústavní formy vlády usedl ještě v roce 1861 krátce na Korutanský zemský sněm.